# Laboulbenia gyrinicola
Laboulbenia gyrinicola är en svampart som tillhör divisionen sporsäcksvampar, och som beskrevs av Carlo Luigi (Carlos Luis) Spegazzini. Laboulbenia gyrinicola ingår i släktet Laboulbenia, och familjen Laboulbeniaceae. Arten är reproducerande i Sverige.